# Месники (фільм, 2012)
«Месники» (англ. The Avengers) — фільм 2012 року режисера Джосса Відона, знятий за мотивами однойменного коміксу від Marvel Comics про команду Месників. Це шостий за рахунком фільм кіновсесвіту Marvel та є продовженням фільмів «Залізна людина», «Неймовірний Халк», «Залізна людина 2», «Тор» та «Перший месник».

## Сюжет
Асґардський бог Локі укладає угоду з повелителем інопланетної раси, відомої як Читаурі: в обмін на Тесеракт — невичерпне джерело космічної енергії, що має кубічну форму, Читаурі нададуть Локі армію для захоплення Землі. Нік Ф'юрі, директор агентства Щ.И.Т. прибуває на наукову базу, де астрофізик Ерік Селвіг займається дослідженням Тесеракту. Селвіг і агент Марія Хілл повідомляють Ф'юрі, що куб нестабільний і можливий неконтрольований викид енергії. Об'єкт активізується, відкриваючи портал, що надає Локі шлях на Землю. Він забирає Тесеракт і за допомогою своєї палиці отримує контроль над Селвігом і декількома іншими агентами, серед яких Клінт Бартон, більш відомий, як Соколине око. З їхньою допомогою Локі тікає, а портал вибухає, знищуючи базу. Ф'юрі вирішує відродити скасовану раніше програму «Месники». Агент Наташа Романова, більш відома як Чорна вдова, відправляється в Індію, де знаходить фахівця з гамма-випромінювання, доктора Брюса Беннера. Хоча той і розуміє, що Щ. И. Т. хоче використовувати його альтер его, Халка, у своїх цілях, він погоджується на пропозицію. Агент Філ Колсон відвідує Тоні Старка та його помічницю і кохану Пеппер Поттс, умовляючи Старка завершити дослідження Селвіга. Сам Ф'юрі відвідує Стіва Роджерса, який був першим американським супергероєм — Капітаном Америкою, і з часів Другої світової війни був заморожений на 70 років. Герої прибувають на повітряний авіаносець.
Локі знаходяться в Штутгарті. Поки Соколине око викрадає для нього іридій, необхідний для стабілізації куба, Локі змушує цивільне населення присягнути йому на вірність, але Капітану Америці та Залізній людині вдається взяти його в полон. Під час транспортування на них нападає Тор — зведений брат Локі та бог грому. Він намагається переконати брата повернути Тесеракт і після недовгої сутички з Капітаном Америкою і Залізною людиною розуміє, що вони переслідують ті самі цілі, і приєднується до команди.
Локі привозять на базу і поміщають в призначену для утримання Халка камеру, поки куб не буде знайдений. Працюючи разом з Беннером, Старк підключається до комп'ютерів Щ. И. Т.а і виявляє розробки з використання куба у виробництві зброї на випадок можливого вторгнення. Роджерс знаходить озброєння, що працює на енергії куба, яке раніше використовувала нацистська організація Г. І. Д. Р. А. Старк і Роджерс звинувачують Ф'юрі в брехні, герої починають сваритися, що ледве не призводить до відкритого конфлікту. Чорна вдова, нібито намагаючись виторгувати у Локі свободу Бартона, дізнається, що він навмисно здався команді, і його справжній план — випустити Халка. На авіаносець нападають солдати Локі та Соколине око. Вони пошкоджують один з двигунів, який згодом насилу відновлюють Капітан Америка і Залізна людина. Через аварію у Беннері прокидається Халк, якого намагається стримати Тор, в результаті чого Халк падає з корабля. Під час боротьби з Соколиним оком Чорній вдові вдається ударом по голові зняти з нього контроль Локі.
Локі вдається вибратися з камери, замкнувши в ній Тора. Він ранить агента Колсона, скидає Тора з авіаносця і тікає з Тесерактом. Але за допомогою свого чарівного молота Тор залишається живий. Старк і Роджерс розуміють, що Локі потрібно не просто перемогти їх, а показати свою перевагу перед людством, і здогадуються, що він використовує ядерний реактор вежі Старка в Нью-Йорку, щоб відкрити портал Читаурі й почати завоювання Землі.
Месники відправляються в Нью-Йорк, але не встигають запобігти відкриттю порталу та розуміють, що не в змозі стримати сили агресорів. Капітан Америка, який узяв на себе обов'язки польового командира загону, наказує евакуювати людей, в той час, як прибулий Беннер перетворюється на Халка, допомагає знищити кораблі іншопланетян, добирається до Локі та легко перемагає його. На даху Вежі Старка Чорній вдові та звільненому від навіювання Локі професору Селвігу вдається взяти портал під контроль за допомогою палиці Локі. Тим часом Комітет управління — начальство Ф'юрі — збирається знищити Манхеттен ядерними ракетами, щоб зупинити вторгнення.
Залізна людина вирішує перенаправити снаряд прямо в портал до Читаурі. Йому вдається, і ракета знищує головний корабель ворогів, але сам Старк теж виявляється по той бік воріт, де його костюм відключається. Він без свідомості падає на Землю, де його ловить Халк, а Чорна вдова закриває портал. Герої врятували світ і отримали загальне визнання. Тор забирає Локі й Тесеракт в Асґард, а Ф'юрі дозволяє Месникам роз'їхатися, вважаючи, що коли людству загрожуватиме новий ворог, герої знову прийдуть на допомогу.
У першій з двох сцен після титрів повелитель Читаурі у своєму світі просить вибачення за провал вторгнення перед невідомою особою вищого рангу. У другій сцені вся команда мовчки їсть шаурму в тому кафе, про яке раніше говорив Старк.

## Виробництво

### Розробка
Вперше про плани з розробки фільму про Месників повідомив генеральний директор Marvel Studios Аві Арад у квітні 2005 року, коли Marvel отримали кредит від банку Merrill Lynch у розмірі $525 млн. У перспективі це дозволяло студії зняти близько десяти фільмів, дистрибуцією яких повинна була займатися компанія Paramount Pictures. Marvel обговорили свої плани на короткій презентації для аналітиків з Волл-стріт — перед тим, як об'єднувати персонажів в один кросовер, студія планувала випустити окремі фільми про головних героїв, розробити образи та познайомити з ними глядачів. Для написання сценарію до загального фільму в червні 2007 року студія найняла сценариста Зака Пенна, який написав сценарій до фільму 2008 року «Неймовірний Халк». Пенн погодився, але сумнівався, що задум здійсниться найближчим часом. У 2007—2008 роках відбувся страйк Гільдії сценаристів США. У січні 2008 року Marvel Entertainment досягла угоди з гільдією, яка зобов'язувала сценаристів повернутися до роботи над поточними проєктами студії, яка запропонувала їм кілька персонажів коміксів — Капітана Америку, Людину-мураху та самих Месників. Після успішного релізу фільму «Залізна людина» 2008 року студія призначила липень 2011 року орієнтовною датою виходу «Месників». У вересні 2008 року було підписано угоду з Paramount, яке давало останнім право на розповсюдження п'яти фільмів під егідою Marvel Studios.
Кастинг розпочався в жовтні 2008 року, коли Роберт Дауні-молодший та Дон Чідл підписали контракти на зйомки у другій частині «Залізної людини». Дауні повернувся до ролі Тоні Старка, а Чідл зіграв полковника Джеймса Роудса. Незважаючи на попередні повідомлення та численні чутки, в інтерв'ю MTV News Чідл не підтвердив можливу появу свого героя в «Месниках». У той же період режисер двох фільмів про Залізну людину Джон Фавро став виконавчим продюсером фільму, а Marvel Studios підписали довгостроковий контракт з каліфорнійською студією Raleigh Studios на зйомки трьох високобюджетних фільмів — «Залізна людина 2», «Тор», «Перший месник». Лу Ферріньо, який зіграв Халка в телесеріалі 1977 року та озвучив його у фільмі «Неймовірний Халк», також виявив бажання приєднатися до «Месників». У лютому 2009 року Семюель Л. Джексон підписав з Marvel контракт на появу в дев'яти фільмах в ролі Ніка Ф'юрі, який став сполучною ланкою п'яти фільмів і до «Месників» встиг з'явитися в «Залізній людині», «Залізній людині 2», «Торі» та «Першому меснику». У вересні 2009 року Едвард Нортон повідомив, що згоден повторити в «Месниках» роль Халка. В наступному місяці Джон Фавро відмовився від режисерського крісла фільму, але погодився брати участь в розробці фільму: "Це буде не легко, оскільки я взяв значну участь у створенні світу Залізної людини, а він дуже залежний від технологій герой, а в «Месниках» через Тора збираються ввести деякі надприродні моменти. Їх змішування чудово виходить в коміксах, але для нашої роботи потребують дуже багато уважності, щоб не зруйнувати те, що ми вже встигли створити». У березні 2009 року Скарлетт Йоханссон замінила Емілі Блант в ролі Наташі Романової для фільму «Залізна людина 2» і згодом приєдналася до команди «Месників», хоча спочатку жінкою-супергероїнею повинна була стати Оса (одна із засновниць Месників в оригінальних коміксах). У тому ж місяці стало відомо, що реліз фільму відкладений майже на рік  — 4 травня 2012 року. Після фільму «Тор» Кріс Гемсворт та Том Гіддлстон приєдналися до акторського складу «Месників» в ролі Тора і Локі відповідно.
У липні 2009 року Зак Пенн розповів про роботу над сценарієм фільму: "Моя робота полягає в тому, щоб свого роду маневрувати між різними фільмами туди й назад і переконатись, що ми змогли скопіювати основу коміксів, де все це пов'язано. Є відділ, який відстежує речі в дусі: "Ось де все, що відбувається в цьому фільмі, перетинається з ось цим фільмом"… Я змушую їх малювати максимально можливу кількість розкадрувань, щоб оживити майбутній фільм, метою цього є створення єдиних візуальних ідей, від яких ми всі відштовхуємося. Проте вимоги виробництва є основним пріоритетом». В наступному місяці Кевін Файгі повідомив, що в «Месниках» з'явиться більше персонажів, у тому числі Халк.
У січні 2010 року Файгі на питання, чи буде важко об'єднати фентезійність «Тора» з високотехнологічною науковою фантастикою «Залізної людини» та «Месників», відповів: «Ні, оскільки ми створюємо Тора авторства Джека Кербі/Стена Лі/Волта Сімонсона/Дж. Майкла Стражінскі. Ми не створюємо Тора зі "старих запорошених норвезьких книг вашої бібліотеки". Тор у всесвіті Marvel з раси, яка зветься асґардійці, і ми пов'язані Древом життя, про яке не знаємо. Це справжня наука, але нам про неї ще невідомо. Фільм «Тор» як раз навчає їй людей». У березні 2010 року Зак Пенн завершив першу чернетку сценарію, копії якого отримали головний редактор Marvel Comics Джо Кесада та поточний сценарист коміксів про Месників Браян Майкл Бендіс. У тому ж місяці Кріс Еванс прийняв пропозицію зіграти Капітана Америку в трьох фільмах, включаючи «Месники», а у квітні журнал Variety повідомив, що Джосс Відон знаходиться на фінальній стадії переговорів, щоб зайняти режисерське крісло та переписати чернетку Пенна.

### Підготовка до зйомок

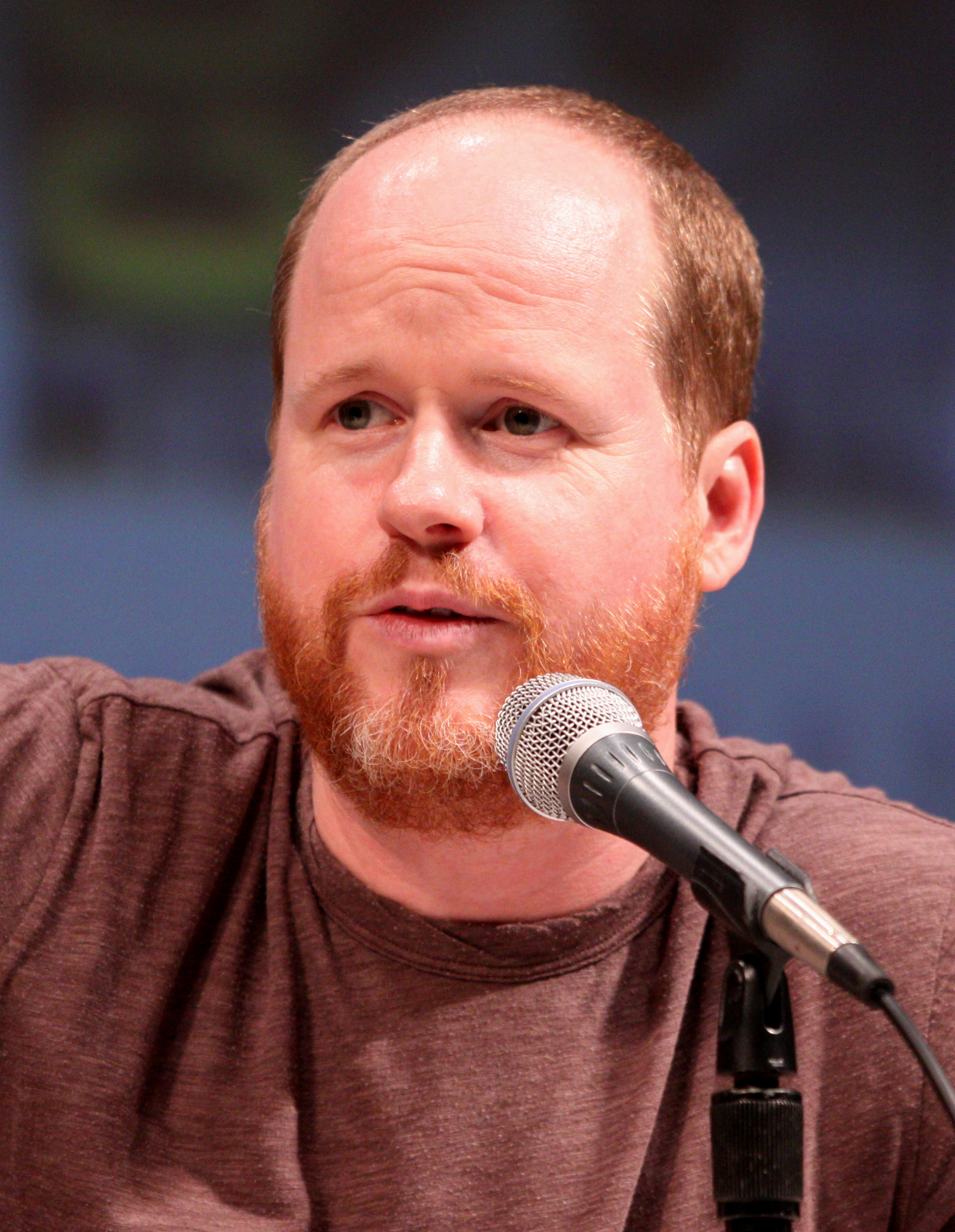
Режисер фільму Джосс Відон на San Diego Comic-Con International 2010 року

У липні 2010 року Джосс Відон, фанат оригінальних коміксів, був оголошений режисером «Месників», що прокоментували Аві Арад і творець коміксів Стен Лі. «Особисто я вважаю», — сказав Арад, — «що Джосс проробить фантастичну роботу. Йому подобаються ці персонажі, і він приголомшливий письменник. Це частина його життя, і він буде захищати її. Я сподіваюся, хтось на кшталт нього зможе зробити сценарій ще кращім». У липні 2010 року на San Diego Comic-Con International, Відон розповів, що фільм його зацікавив фактом того, що «ці люди не повинні бути в одній кімнаті, не кажучи вже про одну команду, а це і є визначення родини».
Кастинг тривав більшу частину 2010 року. До акторського складу приєдналися Джеремі Реннер, Марк Раффало та Кларк Грегг (Clark Gregg). Раффало замінив Едварда Нортона, який відмовився від ролі через творчі розбіжності зі студією: "Ми прийняли рішення не брати Еда Нортона знову на роль Брюса Беннера в «Месниках», — заявив Кевін Файгі. «Наше рішення, безумовно, засноване не на фінансовому питанні, а на необхідності в акторі, який втілює в собі творчий потенціал і дух співпраці інших талановитих членів нашого акторського складу. Месникам потрібні гравці, які успішно працюють як єдине ціле, чому служать доказом Роберт, Кріс Гемсворт, Кріс Еванс, Семюель, Скарлетт Йоганссон й інші актори. У найближчі тижні ми збираємося оголосити ім'я актора, який відповідає всім цим вимогам і з ентузіазмом ставиться до широковідомої ролі». У відповідь на це агент Нортона Браян Свордстром назвав слова Файгі «навмисним введенням в оману» та «спробою виставити їх клієнта в негативному світлі».
У серпні 2010 року стало відомо, що Paramount Pictures та Marvel Studios планують почати зйомки в лютому, а також те, що фільм вийде у форматі 3D, хоча пізніше Раффало спростував це. У жовтні 2010 року знімальними майданчиками були названі студії Grumman Studios в Бетпейдж, Нью-Йорк, і Steiner Studios в Брукліні. Як пізніше розповів Відон, «споконвічно зйомки мали проходити в Лос-Анджелесі, після чого протягом недовгого часу повинні були бути в Нью-Йорку, а потім ми якось опинилися в Альбукерке». У тому ж місяці Walt Disney погодилися виплатити Paramount компенсацію в розмірі $ 115 млн за права на загальносвітову дистрибуцію фільмів «Месники» та «Залізна людина 3» і розміщення логотипу компанії на рекламних матеріалах. У результаті в титрах театральної версії фільму написано: «Marvel Studios в співдружності з Paramount Pictures» (англ. Marvel Studios in association with Paramount Pictures), хоча поширенням фільму займалася компанія Disney. Тим не менш, кабельна мережа Epix, що належить Paramount, зберегла права на телевізійний показ. У листопаді 2010 року було розпочато будівництво декорацій для зйомок.
У грудні 2010 року губернатор Нью-Мексико Білл Річардсон та со-президент Marvel Studios Луїс Д'Еспозіто оголосили, що «Месники» будуть зніматися головним чином в Альбукерке, і зйомки намічені на квітень-травень 2011 року
. Частину фільму планувалося зняти в штаті Мічиган, але від зйомок в Детройті довелося відмовитися, коли губернатор Мічигану Рік Снайдер схвалив бюджетний законопроєкт, згідно з яким податкові пільги фільму були ліквідовані. Через три місяці губернатор Огайо Джон Касіч повідомив, що «Месники» будуть зніматися в Клівленді. Дизайнер та ілюстратор Філ Сондерс, автор броні Mark VII Залізної людини, розповів, що "Джосс Відон шукав щось, що стало б крутим доповненням до костюму-кейсу [з «Залізної людини 2»], залишаючись при цьому повністю броньованим, важким черговим костюмом, який можна взяти на фінальну битву». Створюючи костюм, Сондерс запозичив ідеї з «Залізної людини 2», а також з кількох концептів для «Залізної людини», які були занедбані. У результаті вийшов модульний костюм з великими відділеннями для патронів на руках. Наукові консультації, як і під час зйомок фільму «Тор», проводилися агентством The Science & Entertainment Exchange.
Кастинг завершився в наступному році. У лютому 2011 року Кобі Смолдерс отримала роль Марії Хілл, яку Семюель Л. Джексон назвав напарницею Ніка Ф'юрі. До початку зйомок акторський склад поповнився Стелланом Скашгордом, Гвінет Пелтроу та Полом Беттані.

### Фільмування
Самі зйомки почалися 25 квітня 2011 року в Альбукерке, Нью-Мексико. У червні на знімальному майданчику стався нещасний випадок: каскадер Джиммі Фіцджералд пошкодив голову, виконуючи падіння з 9 метрів; за сюжетом його мала уразити стріла. Пізніше представник Marvel повідомив, що, незважаючи на травму, Фіцджералд швидко відновився і знявся ще у декількох дублях. У липні близько години зйомок проходило в районі Батлер поблизу Піттсбурга, штат Пенсільванія. Сцена погоні знімалася в Уортінгтоні, Пенсільванія, на найбільшій у світі грибній фермі Creekside Mushroom Farms, де розташовані 150 миль занедбаних вапнякових тунелів.
У серпні 2011 року фільмування переїхали в Клівленд, де команда пробула близько чотирьох тижнів. Клівлендська 9-та Іст-стріт відіграла роль 42-ї вулиці в Нью-Йорку, де за сюжетом проходила фінальна битва. Солдати резерву сухопутних військ США, приписаного до 391 командування військової поліції в Колумбусі, штат Огайо, взяли участь у зйомках сцен битви. За словами старшого сержанта Майкла Т. Лендіса, використання справжніх солдатів зробило сцени більш реалістичними та допомогло уявити армію в більш сприятливому світлі, оскільки солдати вже володіли всіма необхідними навичками, на відміну від акторів, яких довелося б навчати з нуля. В одній зі сцен режисер дозволив їм насправді «взяти участь в бою» разом з артилеристами у вантажівках. Крім вулиць Клівленда, частина сцен знімалася у великій вакуумній камері в дослідницькому центрі Гленн поблизу Сандаскі, Огайо, що належить НАСА. Space Power Facility — сама велика камера, що може моделювати умови реального космосу, — зіграла роль науково-дослідного центру Щ. І. Т. Деякі сцени з вибухами під час фінальної битви були відзняті на заводі Chevrolet в Пармі, Огайо. Кілька сцен знімалося на міській площі Паблік-сквер та мосту Детройт-Суперіор. Південно-західна частина Паблік-сквер перетворилася в німецьке місто Штутгарт, де знімалася сцена в театрі з Локі та акторами масовки.
|                         |
| 9-я Іст-стріт, Клівленд |

|                           |
| Парк-авеню, 101, Нью-Йорк |

|                                                        |
| Старший сержант Майкл Т. Лендіс на зйомках в Клівленді |

|                                             |
| Вантажівки армії США на зйомках в Клівленді |

|                                                   |
| Солдати армії США під час зйомок на 9-й Іст-стріт |

|                         |
| 9-я Іст-стріт, Клівленд |

Останні два дні зйомок проходили в Нью-Йорку — на парк-авеню і в Центральному парку. Протягом трьох днів координатор з візуальних ефектів Джейк Моррісон проводив зйомку Нью-Йорка з повітря, необхідну для подальшої обробки сцен, відзнятих у Клівленді, які за сюжетом повинні розгортатися в Нью-Йорку. Отримані кадри він використовував як рір-екрану, необхідний для більшої реалістичності результату, який створювався на комп'ютері. Моррісон додав, що «ніщо не може замінити реальне зображення з додаваннями того, що вам потрібно».
Оператор Шеймас МакГарві розповів, що незвичайне співвідношення сторін дисплея — 1.85:1 — необхідне для коректного зображення різного зросту головних героїв: «Зйомка з 1.85:1 незвичайна для такого пригодницького фільму, але нам була потрібна висота екрана, щоб зуміти розташувати таких персонажів, як Халк, Капітан Америка та Чорна вдова, яка набагато нижче. Потрібно було розмістити їх по всій довжині кадру. Крім того, Джосс знав, що фінальними сценами стане ця феєрія на Манхеттені, так що висота та вертикальний масштаб будівель будуть дуже важливі». «Месники» стали першим фільмом, який МакГарві зняв на камеру Arri Alexa. Деякі кадри були відзняті цифровою дзеркальною камерою Canon EOS 5D Mark II, а прискорена кінозйомка була зроблена камерою Arriflex 435 на 35-мм плівку. Про візуальні засоби МакГарві сказав: «Джосс і я були зацікавлені в отриманні дуже вісцерального та натуралістичного зображення. Ми хотіли захопливого занурення, а не схожості з коміксом, яка могла відлякати глядача від фільму. Ми перепробували багато камер — і стедикам, і крани, і візки для створення кінетичних зображень; ми вибрали захопливі кути огляду, як під малим кутом для геройських кадрів».

### Завершальні етапи
У грудні 2011 року Disney повідомили, що фільм буде перетворений у формат 3D, про що відгукнувся Джосс Відон: «Так, це кумедно! Я не шанувальник вкрай довгофокусних об'єктивів, багатослівних фільмів, я хотів би бачити простір, в якому я перебуваю, і доторкатися до нього, так що 3D у будь-якому випадку відповідає моїм естетичним уподобанням. І сама технологія просунулася вперед за останні пару років». На думку режисера, існують фільми, в яких 3D недоречний, але в «Месниках» 3D виглядає приємно: «Там немає такого "О, дивись, ми будемо 20 хвилин перебиратися через цей тунель, оскільки це 3D!" І ніхто постійно не вказує на екран. Але це пригодницький фільм. У будь-якому випадку події, як правило, несуться по екрану». У січні 2012 року стало відомо, що «Месники» будуть піддані цифровій обробці для IMAX 3D, і в день прем'єри 4 травня, крім звичайних кінотеатрів, фільм вийшов і в IMAX-кінотеатрах. «Месники» стали третім фільмом Marvel, випущеним в цьому форматі (після «Залізної людини 2» і «Тора»).
У травні 2012 року Відон розповів, що вирішив показати суперлиходія Таноса в сцені після титрів, хоча в самому фільмі персонаж залишається інкогніто: "Для мене він найпотужніший та захопливий лиходій Marvel. Він прадід поганих хлопців, а також він закоханий у Смерть, і я просто вважаю, що це дуже мило. Для мене найкращий комікс про Месників — це Avengers Annual #7 (1977), який Джим Старлін зробив після Marvel Two-in-One Annual #2, де помер Адам Ворлок. Це була одна з найбільш важливих історій і, я думаю, найбільш недооцінених в історії Marvel. І в цьому весь Танос, так що хтось повинен був усе контролювати та стояти за справами Локі. І я сказав щось на кшталт: "Це повинен бути Танос! ", мені відповіли: "Добре!", І я сказав: "Боже мій!". Додаткову сцену, де Месники їдять шаурму, було відзнято 12 квітня 2012 року, наступного дня після світової прем'єри фільму в Лос-Анджелесі. За повідомленнями, продаж шаурми в Лос-Анджелесі, Бостоні та Сент-Луїсі виріс після виходу фільму в прокат.
У «Месниках» понад 2200 кадрів візуальних ефектів, над якими працювали понад чотирнадцять різних студій, включаючи Industrial Light & Magic, Weta Digital, Scanline VFX, Hydraulx, Fuel VFX, Evil Eye Pictures, Luma Pictures, Cantina Creative, Trixter, Modus FX, Whiskytree, Digital Domain, The Third Floor та Method Design. Студія ILM відповідальна за більшу частину спецефектів фільму, в тому числі Хелікаррьер, краєвид Нью-Йорка та цифрових дублерів акторів. Крім цього, студія, яка працювала над створенням Халка для фільму 2003 року режисера Енга Лі, займалася «оживленням» Халка для «Месників». Раффало був одягнений у спеціальний костюм, що частково моделював фігуру Халка. Сцени разом з ним та іншими акторами були відзняті чотирма камерами для захоплення руху — два для тіла, дві для особи. Джеффрі Вайт, координатор з візуальних ефектів, розповів: «Ми дуже хотіли використовувати все, що створили за останні 10 років, і зробити Халка достатньо вражаючим. Одним з найкращих дизайнерських рішень було об'єднати його зовнішній вигляд з зовнішнім виглядом Марка Раффало. Халк багато в чому, аж до очей, зубів та язика, заснований на зовнішності Раффало, а не лише на захопленні рухів і його грі на знімальному майданчику».
Над Залізною людиною в сцені сутички з Тором в лісі працювала студія Weta Digital. За словами Гая Вільямса, їм довелося повністю переробити чернетки ILM за власною технологією, яка виявилася несумісна з наданими їм напрацюваннями. Найскладнішим виявилося створення відображають металевих поверхонь броні Залізної людини.
Художник-постановник Джон Чінланд, який трудився над баченням вежі Старка та авіаносця Хелікаррьер, розповів про деталі придуманого ним концепту: «Вежа Старка стала остаточним поданням тієї ідеї, де Тоні Старк придбав знаменитий Будинок MetLife (колишня будівля Pan Am), прибрав дах і додав наверх власні зайві архітектурні деталі. Пік зарозумілості й сама суть Старка». Вибираючи MetLife, Чінланд брав до уваги вдалий вигляд, що відкривається з даху будівлі, — шляхопровід над 42-ю вулицею та тунелі за Центральним вокзалом, а також сам вокзал. Іншою великою турботою команди художників-постановників став авіаносець. Чінланд і вся команда були зосереджені на створенні «1500-футового монстра», щоб той був схожий на правдоподібну військову техніку. Під час роботи вони вивчили безліч зразків військової техніки, зокрема, військово-морських суден, намагаючись взяти з них деталі, які дізналися б знавці військової техніки, а незнайомі з нею задовольнилися б результатом.
Зовнішність Читаурі була придумана зусиллями Джосса Відона та Раяна Мейнердінга з Marvel, а пізніше завершена командою Джона Чідланда. Зовнішній вигляд прибульців поєднує в собі органіку та металеву броню. За чотири дні художники придумали 45 можливих варіантів та представили їх на розгляд Відон, який вибрав «три або чотири» зображення. «Спочатку ми хотіли зробити наголос на їхні зверхність та королівські привілеї, враховуючи походження персонажів», — говорить Мейнердінг. — «Їх шкіра повинна була бути білосніжно-опалова, а носили б вони золоту броню, нібито прибули образу впевненими, що зможуть завоювати Землю. За період створення фільму концепт змінився, вони стали більше схожі на загартовану в битві, жорстку та готову армію». Створенням левіафанів (істот, яких Читаурі використовували для атаки і як транспортні засоби) займалася студія ILM на основі бажань Відона.

## У ролях
| Актор                   | Роль                             |
| ----------------------- | -------------------------------- |
| Роберт Дауні (молодший) | Ентоні Старк / Залізна людина    |
| Кріс Еванс              | Стівен Роджерс / Капітан Америка |
| Марк Раффало            | Брюс Баннер / Неймовірний Халк   |
| Кріс Гемсворт           | Тор                              |
| Том Гіддлстон           | Локі                             |
| Скарлет Йогансон        | Наташа Романова / Чорна вдова    |
| Джеремі Реннер          | Клінт Бартон / Соколине Око      |
| Семюел Лірой Джексон    | Ніколас Джозеф Ф'юрі             |

| Актор                 | Роль                            |
| --------------------- | ------------------------------- |
| Кларк Грегг           | Філліп Коулсон                  |
| Кобі Смолдерс         | Марія Гілл                      |
| Стеллан Скашгорд      | Ерік Селвіґ                     |
| Гвінет Пелтров        | Вірджинія Поттс                 |
| Пол Беттані (голос)   | Д.Ж.А.Р.В.І.С. штучний інтелект |
| Максиміліано Ернандес | Джаспер Сітвелл                 |
| Алексіс Денісоф       | лідер Чітаурі                   |
| Деміон Пуатьє         | Танос                           |

Також у фільмі з камео з'явився Стен Лі в новинному репортажі; Пауерс Бут та Дженні Егаттер зіграли членів Світової Ради Безпеки. Гаррі Дін Стентон знявся в епізодичній ролі охоронця, а польський режисер Єжи Сколімовський з'являється в ролі Георгія Лучкова у сцені допиту Чорної Вдови.

## Українська версія
- Фільм дубльовано на студії «Постмодерн» на замовлення «Disney Character Voices International» у 2012 році.
- Режисер дубляжу: Костянтин Лінартович
- Переклад і автор синхронного тексту: Олекса Негребецький
- Звукорежисер: Максим Пономарчук
- Менеджер проєкту: Ірина Туловська
- Творчий консультант: Mariusz Arno Jaworowski
- Мікс-студія: Shepperton International

Ролі дублювали:
- Олег Лепенець — Тоні Старк/Залізна людина
- Дмитро Лінартович — Стів Роджерс/Капітан Америка
- Роман Чорний — Брюс Беннер/Халк
- Дмитро Гаврилов — Тор Одінсон
- Юрій Ребрик — Клінт Бартон/Соколине око
- Наталя Романько-Кисельова — Наташа Романова/Чорна вдова
- Дмитро Терещук — Локі Лауфейсон
- Олександр Шевчук — Нік Ф'юрі
- Андрій Самінін — Філ Колсон
- Юлія Перенчук — Марія Гілл
- Андрій Середа — Ерік Селвіґ'
- Ірина Ткаленко — Вірджинія «Пеппер» Паттс
- Олександр Печериця — Джарвіс

А також: Анатолій Барчук, Катерина Башкіна-Зленко, Тетяна Зінченко, Ірина Туловська, Станіслав Туловський, Сергій Солопай, Олександр Синько, Дмитро Тварковський, Владислав Туловський.